# Jak dogryźć mafii
Jak dogryźć mafii (ang. Once Upon a Time in Venice) – amerykański film komediowy z gatunku akcja z 2017 roku w reżyserii Marka Cullena, wyprodukowany przez wytwórnię Voltage Pictures. Główne role w filmie zagrali Bruce Willis, Jason Momoa, John Goodman, Thomas Middleditch, Famke Janssen i Adam Goldberg.
Premiera filmu odbyła się 16 czerwca 2017 w Stanach Zjednoczonych. Tydzień później, 23 czerwca, obraz trafił do kin na terenie Polski.

## Fabuła
Prywatny detektyw z Los Angeles – Steve Ford (Bruce Willis) przeżył wiele wzlotów i upadków, ale na to jednak nie był przygotowany. Pewnego dnia handlarze narkotyków porywają jego ukochanego psa Buddy’ego. Okazuje się, że uprowadzenie wcale nie jest przypadkowe. Szef gangsterów – Spyder (Jason Momoa), chce zmusić Forda do współpracy. Aby uratować psa, mężczyzna zgadza się odzyskać dla mafii skradzioną walizkę pełną kokainy i pieniędzy. W ten sposób wplątuje się w intrygę, którą może przypłacić życiem. Wkrótce zaczyna na niego polować połowa bandytów z Los Angeles.

## Obsada
- Bruce Willis jako Steve Ford
- Jason Momoa jako Spyder
- John Goodman jako Dave Phillips
- Thomas Middleditch jako John
- Famke Janssen jako Katey Ford
- Adam Goldberg jako Żyd Lou
- Elisabeth Röhm jako Anne Phillips
- Stephanie Sigman jako Lupe
- Wood Harris jako Prince
- Christopher McDonald jako pan Carter
- Adrian Martinez jako Tino
- Kal Penn jako Rajeesh
- Ken Davitian jako Yuri
- Victor Ortiz jako Chewy

i inni.

## Produkcja
Zdjęcia do filmu kręcono w Los Angeles w stanie Kalifornia w Stanach Zjednoczonych.

## Odbiór

### Krytyka w mediach
Film Jak dogryźć mafii spotkał się z negatywnymi recenzjami od krytyków. W serwisie Rotten Tomatoes średnia ocen filmu wyniosła 21% ze średnią oceną 4 na 10. Na portalu Metacritic średnia ocen wyniosła 28 punktów na 100. W Polsce film zdobył Węża w kategorii „najgorszy przekład tytułu filmu zagranicznego” (tytuł oryg. Once Upon a Time in Venice, dosł. Pewnego razu w Venice).